# Agyrtiola niepelti
Agyrtiola niepelti là một loài bướm đêm thuộc phân họ Arctiinae, họ Erebidae.